# Ли, Рута
Рута Ли (англ. Ruta Lee, урождённая Рута Мэри Килмонис (англ. Ruta Mary Kilmonis), род. 30 мая 1935, Монреаль, Квебек) — канадо-американская актриса актриса и танцовщица литовского происхождения.

## Биография
Рута Мэри Килмонис родилась в Монреале в семье литовских иммигрантов. В 1948 году её семья переехала в Лос-Анджелес, где она поступила в Голливудскую среднюю школу, где начала появляться в школьных спектаклях, и брать уроки актёрского мастерства. После окончания школы Рута Ли училась в Калифорнийском университете в Лос-Анджелесе. Перед тем как профессионально заняться актёрской карьерой она сменила множество профессий, работая кассиром, билетёршей, а также продавцом конфет в Китайском театре Граумана.
В 1953 году ей удалось найти в Голливуде агента, который помог ей в том же году дебютировать на телевидении в сериале «Приключения Супермена». Спустя год Рута Ли впервые появилась на большом экране в мюзикле Стэнли Донена «Семь невест для семерых братьев», где сыграла одну из невест. В дальнейшем актриса неоднократно получала предложения на съёмки в кино, но преимущественно на роли второго плана. Среди последующих фильмов с её участием такие картины, как «Габи» (1956), «Забавная мордашка» (1957), «Свидетель обвинения» (1957), «Марджори Морнингстар» (1958) и «Три сержанта» (1962).
На протяжении своей карьеры Ли оставалась в большинстве своём телевизионной актрисой, появившись в более чем сотне телефильмов и телесериалов, среди которых «Перри Мейсон», «Сумеречная зона», «Гавайский глаз», «Дни нашей жизни», «Она написала убийство» и «Чарльз в ответе». В 2006 году за свой вклад в телевидение США актриса была удостоена звезды на Голливудской аллее славы.
В 1964 году актрисе удалось освободить из концентрационного лагеря в Сибири свою бабушку Лудвизе Камандулис (находившуюся там после окончания Второй мировой войны), обратившись напрямую с прошением о помиловании к Никите Хрущёву.
С 1976 года Рута Ли состоит в браке с техасским владельцем ресторана Уэбстером Б. Лау мл., вместе с которым проживает в их особняке в Палм-Спрингс, штат Калифорния.
Считается одной из самых известных в мире актрис литовского происхождения. Говорит по-дзукийски  (Дзукия — исторический регион на юге Литвы). Первую роль в Голливуде получила, станцевав литовскую польку. В 2006 году была награждена президентом Валдасом Адамкусом рыцарским крестом ордена «За заслуги перед Литвой». В 2016 году приезжала в Литву и сказала журналистам, что мечтает о литовском паспорте. В феврале 2019 года получила гражданство Литовской Республики.